# El conde de Floridablanca y Goya
El conde Floridablanca y Goya es un óleo sobre tela realizado por Francisco de Goya en 1783.

## Contexto
Nombrado embajador en Roma, el éxito de José Moñino y Redondo de Floridablanca favoreció su ascenso al cargo de primer Secretario del Estado, en el que permaneció 15 años. Caído en desgracia en 1792, se retiró a su ciudad natal, Murcia, hasta 1808, cuando fue nombrado presidente de la Junta Suprema durante la guerra de independencia española. Murió a finales del mismo año.
Cuando Goya pintó su retrato, el conde se encontraba en la cumbre de su poder.

## Descripción
El conde de Floridablanca es representado de pie, distante y señalando con la diestra con que sujeta unos anteojos al pintor que le presenta un cuadro. Detrás de él, otro personaje — tal vez el arquitecto Ventura Rodríguez realizando los planes del Canal de Aragón, el gran proyecto de Floridablanca, papeles, libros y cuentas por el suelo, simbolizando el trabajo burocrático como un nuevo valor de la clase dirigente — se mantiene detrás de una mesa con un tapete verde sobre la que se encuentra un elegante reloj dorado que marca las diez y media mientras en la pared cuelga un cuadro oval de Carlos III. Gruesos cortinajes verdes cierran el fondo excepto a la izquierda donde parece abrirse una ventana.
El conde está elegantemente vestido con un traje de terciopelo rojo, con chaleco y medias de seda blancos, zapatos con hebilla dorada y la banda de la Orden del Espíritu Santo del rey Carlos III cruzando el pecho. Aparece con un rostro inteligente que mira al espectador con orgullo por la posición que ocupa.
Goya, para uno de sus primeros grandes retratos de personalidades prestigiosas, se aplica particularmente sobre la representación de sedas y encajes para resaltar la calidad de la persona representada y así atraerse los favores de los nobles madrileños, que rápidamente comenzarán a encargarle retratos. No obstante, como en todos los retratos del pintor, la personalidad del modelo es trabajada particularmente y se puede apreciar una influencia de Diego Velázquez, que el joven Goya admiraba. Muestra por otra parte una relación entre el pintor y el comitente muy particular, con el ministro en la luz y el pintor en la sombra y pareciendo más pequeño por un efecto de perspectiva con el fin de poner de manifiesto la condición social de los personajes.